# Luis Vilches
Luis Manuel Vilches Priego, nacido el 12 de marzo de 1976 en Utrera (España, provincia de Sevilla), es un torreo español.

## Biografía
Luis Vilches nació el 12 de marzo de 1976 e Utrera
En 2012 deja de tener apoderado apoderado.

## Carrera profesional
- Debut en público : Utrera el 10 de septiembre de 1988.
- Debut en novillada con picadores : Utrera el 28 de abril de 1994 acartelado junto a Alberto Luna y Gil Belmonte. Novillos de la ganadería de Antonio Doblas Alcalá.
- Presentación en Madrid : 21 de julio de 2000 acartelado junto a Antonio Bricio y Tomás López. Novillos de la ganadería de Román Sorando.
- Alternativa : Sevilla (España) el 21 de abril de 2001. Padrino, Pepe Luis Vázquez ; testigo, Fernando Cepeda. Toros de la ganadería de El Ventorrillo.
- Confirmación de alternativa a Madrid : 14 de julio de 2002. Padrino, Óscar Higares ; testigo, Rafael González (que confirmaba también su alternativa). Toros de la ganadería de Carmen  y Araceli Pérez.